# المشاغبات والكابتن (فلم)
المشاغبات والكابتن هو فيلم حركة وتشويق وإثارة مصري من إنتاج سنة 1991 ومن إخراج حسام الدين مصطفى ومن تأليف رفيق الصبان وبهجت قمر ومن إنتاج مدحت الشريف ومن بطولة ممدوح عبد العليم وآثار الحكيم وهالة صدقي وغادة الشمعة.

## ملخص القصة
(هدى) و(عزة) و(إيمان) ثلاث مضيفات جويات، يتلقين تحذيرًا بوجود راكب داعية للسلام بين دول العالم، تتعقبه عصابة دولية إرهابية ينتشر أفرادها على متن الطائرة لاختطافه وقتله. تبادر المضيفات الثلاث لإحباط خطة اغتيال الهادي وإنقاذه، لكن بمجرد وصول الطائرة لأثينا، تقوم العصابة باختطاف المضيفات الثلاث كرهينات. عندما يعلم (حسام) كابتن الطائرة باختطاف المضيفات الثلاث يهرع لنجدتهن.

## طاقم العمل
- ممدوح عبد العليم: (الكابتن حسام)
- آثار الحكيم: (إيمان)
- هالة صدقي: (عزة)
- غادة الشمعة: (هدى)
- صبري عبد المنعم: (رئيس التنظيم)
- بسام رجب: (د. محسن)
- محسن سرحان: (عبد السلام أمين)
- أنجيل آرام: (راكبة بالطائرة)
- منصور الجوهري: (راكب بالطائرة)
- نبوية سعيد: (راكبة بالطائرة)
- نادية شمس الدين: (مدام نادية - صاحبة البوتيك)
- عزت عبد الجواد: (المعلم عيسوى - تاجر الفاكهة)
- مطاوع عويس: (المعلم أبو الروس - الخضرى)
- حسين الشريف: (خالد - مساعد الطيار)
- نصر سيف: (الحارس الأهبل)
- يوسف العسال: (الضابط اليونانى)
- صلاح عبد الحميد: (أحد أفراد العصابة)
- وحيد حمدي: (الإرهابى على الطائرة)
- أحمد عفيفي (أحمد الجبيلي): (ابن مدام أصيلة)
- سيد مصطفى: (ضابط التموين)

## فريق العمل
- إخراج: حسام الدين مصطفى
- مساعد مخرج أول: إيمان حسام الدين
- سكريبت: محمود عبد الشافي
- كلاكيت: أسامة الجولي
- إنتاج: مدحت الشريف
- منتج منفذ: إبراهيم المشنب
- إدارة الإنتاج: هشام سليمان، فريد عبد الرحمن، عونى جلال
- مونتاج: نيجاتيف (مارسيل صالح‌)، فكري رستم
- قصة: رفيق الصبان
- سيناريو: رفيق الصبان
- حوار: بهجت قمر
- المصور: حسام الدين مصطفى
- مدير التصوير: مأمون عطا
- ريجسير: أحمد تركى
- مساعدة المصور: إيمان بكر
- التركيب: عادل رستم
- فوتوغرافيا: عبد العزيز عبد الناصر
- ماكياچ: أحمد دسوقى، محسن فهمى
- مساعد: محمود الصياد
- كوافير: فؤاد كامل، صابر الحمامى
- مسجل الحوار: تركى عبد الرحمن
- م.صوت: جليله الحريرى، حسن إبراهيم، أنور حنفى، كميل صبحى
- تصميم رقصات: حسن عفيفى
- تنفيذ المعارك: مصطفى الطوخى
- الطبع والتحميض: شركة مصر للاستوديوهات
- رئيس مجلس الإدارة: سعد عبد الرحمن
- المدير العام: صلاح عبد الحليم
- تصحيح الألوان: عادل عبد الحميد
- توزيع: تاميدو للإنتاج والتوزيع (التوزيع الداخلي)، سينماتيك ٨٨ (توزيع خارجي)، حورس للڤيديو (ڤيديوكاسيت)
- موسيقي تصويرية: عبد الحميد توتو
- مهندس الصوت: سيد حامد

## روابط خارجية
- مقالات تستعمل روابط فنية بلا صلة مع ويكي بيانات